# Округ Вилијамсон (Тенеси)
Округ Вилијамсон (енгл. Williamson County) је округ у америчкој савезној држави Тенеси.

## Демографија
По попису из 2010. године број становника је 183.182, што је 56.544 (44,7%) становника више него 2000. године.
| Група             | 2000.           | 2010.           |
| Белци             | 114.177 (90,2%) | 158.769 (86,7%) |
| Афроамериканци    | 6.564 (5,2%)    | 7.941 (4,3%)    |
| Азијати           | 1.583 (1,3%)    | 5.517 (3,0%)    |
| Хиспаноамериканци | 3.197 (2,5%)    | 8.166 (4,5%)    |
| Укупно            | 126.638         | 183.182         |